# Rhodobryum russulum
Rhodobryum russulum là một loài Rêu trong họ Bryaceae. Loài này được (Broth. & Geh.) Paris miêu tả khoa học đầu tiên năm 1900.